# Iati
Iati este un oraș în Pernambuco (PE), Brazilia.